# فرودگاه بین‌المللی دل ریوو د ژانیرو
فرودگاه بین‌المللی دل ریوو د ژانیرو (به انگلیسی: Del Rio International Airport) یک فرودگاه همگانی با کد یاتا DRT است که یک باند فرود آسفالت دارد و طول باند آن ۲۰۰۰ متر است. این فرودگاه در شهر دل ریو، تگزاس کشور ایالات متحده آمریکا قرار دارد و در ارتفاع ۳۰۴ متری از سطح دریا واقع شده‌است.